# Гімназія № 9 (Кропивницький)
Гімназія № 9 Кіровоградської міської ради Кіровоградської області — середній загальноосвітній навчальний заклад ІІ—ІІІ ступенів у м. Кропивницький.

## Історія
Трудова школа № 9 почала своє існування у жовтні 1920 року. Поблизу неї знаходилися трудова школа № 8 по вул. Леніна та трудові школи № 11 та 15 по вул. Володарського. Завідувачем школи був Косовський Володимир Леонтійович — кандидат історичних наук, викладав з 1902 року. Всього працювало 7 вчителів, 5 з яких працювало також в інших дитячих закладах.
Викладання проводилося російською та українською мовами, у дві зміни. Заняття розпочалися 15 вересня 1923 року у зв'язку з ремонтом та обладнанням приміщення. Всього учні навчалися 198 днів. У 1924 році змінено назву школи у зв'язку з перейменуванням міста на Зінов'євськ — Зінов'євська трудова школа № 9, м. Єлисаветград, на розі вул. Шевченка / Карабінерної, буд № 48, район Балки, яка підпорядковувалася Зінов'євській окрузі, знаходилася у розпорядженні Окрінспектури, утримувалась за кошти місцевого бюджету та кошти батьків. Змінено завідувача школи. Призначено Ігнатенко Г. М.
У 1934 році у школі викладалися такі предмети, як історія, суспільствознавство, конституція, математика, фізика, хімія, біологія, українська, російська, німецька мови, співи, географія, праця, фізичне виховання.  Вчителі очолювали шкільні сектори: культмасовий, навчально-громадський, редколегію, господарсько-побутовий, кооперація ДД, методичний кабінет, санітарно-оздоровчий. З'явилися нові посади: кухар, діловод, бібліотекар, інструктор деревообробної майстерні, інструктор металевої майстерні.
У 1935 році знову змінено назву школи у зв'язку з перейменуванням назви міста, і знову з політичних причин. Місто Зінов'євськ зникло та з'явилося м. Кірово.
Тому почала існування Кіровська школа № 9. Велика кількість педагогічного персоналу звільнилася. В школі не вистачало парт, учні сиділи по троє за партою, адміністрація неодноразово зверталася до відділу Народної освіти за допомогою. В школі продовжували діяти гуртки: художній, танцювальний, спортивний, хоровий. Особливістю стає дієвість шкільного театру.
Приміщення школи приблизно у 1968 р. було реорганізовано у школу для розумово-відсталих учнів № 1, а для школи № 9 побудовано нове приміщення, якому і присвоєно номер — 9.
Протягом розвитку навчального закладу адреса школи декілька разів змінювалася.
В період 1980–1990 років Шмат М. І. зміцнює матеріальну базу школи, було обладнана кабінет фізики, хімії, біології, трудового навчання спортивний зал, майданчики. Учні навчалися у дві зміни, діяла кабінетна система.
У 2001–2002 роках гімназію очолювала кандидат педагогічних наук Костенко Л. Д. Згодом вона була призначена начальником управління освіти Кіровоградської міської ради.
У 2003 на цій посаді її замінила Коваленко Надія Миколаївна.
Гімназія № 9 Кіровоградської міської ради Кіровоградської області є базовим навчальним закладом з громадянознавства. Цьому напрямку роботи в гімназії сприяло дружнє партнерство з Всеукраїнською Асоціацією викладачів історії, громадянознавства та суспільних дисциплін «Нова Доба». Сімеонова В. М. — є членом Всеукраїнської асоціації «Нова Доба» та головою обласного осередку Асоціації.
Партнерство гімназії з «Добою» розпочалося в 1999 році, коли учні 10-11 класів стали учасниками програми Всеукраїнського конкурсу учнівських пошукових робіт «Слідами історії». Серед учнів гімназії, учасників конкурсів були переможці та призери, їх роботи друкувалися у збірнику «Історія очима юних» (випуски № 1-3). У 2000 році гімназисти успішно брали участь у суспільно-політичній дискусії, отримали дипломи учасників та переможців. Консультантами були вчителі Сімеонова В. М., Сайко А. А.
Щорічно з 2001 року «Нова Доба» проводить Суспільну акцію школярів України «Громадянин». Запропонована Акція закликає спільно з державними органами, громадськими організаціями ініціювати та здійснювати безпосередні практичні кроки задля поліпшення нашого життя. З 2001 р. по 2010 р. учні гімназії за участь у Суспільній акції «Громадянин» отримали десятки дипломів за активну участь у Акції; були переможцями. Як переможці, під керівництвом вчителів Сімеонової В. М., Сайко А. А., Дуняшенко Н. В.,були запрошені до м. Києва на фінальну частину Суспільної акції «Громадянин», отримали дипломи та вимпели переможців.
У 2007–2008 роках за підтримки Посольства США в Україні «Доба» проводила акцію «Молодіжна рада в місцевій громаді», в якій учні учнівського самоврядування під керівництвом Сайко А. А. узяли активну участь за підтримки директора гімназії Іванченко Н. М. У рамках реалізації проекту 28 березня 2008 року у м. Києві відбувся Форум активістів молодіжних органів місцевого самоврядування. У роботі форуму взяв участь Міністр регіонального розвитку та будівництва України Василь Куйбіда. Завдяки проекту розпочалася робота по створенню музею гімназії.
У науково-методичному часопису з громадянської та історичної освіти «Доба» в рубриці «Демократичний клас» друкувалися матеріали зібрані учнями 10-11 класів про демократичне життя гімназії. У часопису «Доба» друкувалися матеріали з досвіду роботи вчителів гімназії.
У 2009 році проводився Міжнародний молодіжний конкурс волонтерських проектів «Служіння заради миру», в якому отримали перемогу учні під керівництвом Дуняшенко Н. В.з проектом «Дайте шкідливим звичкам волю, заведуть в неволю». Учням подаровано цінні подарунки для гімназії представником конкурсу Томасом Силеніексом.

## Учнівська республіка
Гімназія №9 Кіровоградської міської ради Кіровоградської області  приділяє значну увагу формуванню і розвитку соціально  активної, гуманістично спрямованої особистості з глибоко усвідомленою громадською позицією, почуттям національної самосвідомості.
Протягом кількох років гімназія займалась пошуком оптимальних форм організації учнівського самоврядування, яке здійснювало б суттєвий виховний вплив на гімназистів шляхом залучення їх до активної і свідомої  участі у житті навчального закладу, міста, країни. Забезпечення навчання учнівського активу, озброєння лідерів прийомами активізації діяльності учнівських колективів призвело до їх плідної роботи у сфері парламентської діяльності, сприяло згуртуванню однодумців, максимальному врахуванню потреб та інтересів гімназистів, творчому опрацюванню набутого досвіду, перспективному плануванню роботи та модернізації структури парламентської діяльності дітей. Учнівське представництво, яке почало свою діяльність у 2001 р., пізніше  було реорганізовано в Учнівський парламент.
Розширення сфер діяльності навчального закладу, встановлення міжнародних зв’язків, потреба у  залученні до роботи різновікових категорій учнів та організація їх навчання лідерським якостям підштовхнули до ідеї створення Учнівської республіки, до головних органів якої належать три інститути: президент, парламент, уряд.
Гімназійне учнівське самоврядування працює над виконанням вимог, які сприяють атмосфері порядку, дисципліні, успішній навчальній і позакласній діяльності.  Діяльність органів учнівського самоврядування безпосередньо пов'язана з  діяльністю адміністрації гімназії і передбачає реалізацію таких завдань:
- спрямовування й координація зусиль усіх педагогів та органів учнівського самоврядування на вдосконалення навчально-виховного процесу, забезпечення єдності їхньої діяльності;
-  допомога органам учнівського самоврядування у піднятті престижу, створенні такої атмосфери в колективі, за якої члени педагогічного колективу зважають на думки та рішення органів учнівського самоврядування, підтримка корисних починань;
-  безпосередня співпраця з тими учнями-лідерами, які очолюють органи учнівського самоврядування у гімназії.
Вибори Президента гімназії проводяться у травні, в кінці навчального року. Виборам передує передвиборча кампанія, протягом якої учні, які зареєструвались кандидатами на посаду Президента, пропонують на розгляд виборців свої передвиборчі програми.
Вибори в класних колективах здійснюються за тією ж схемою і новий Президент має змогу познайомитись з Президентами класів та проконсультувати їх до початку роботи у новому році..
Новий Президент та уряд починають роботу з початком навчального року.

## Галерея

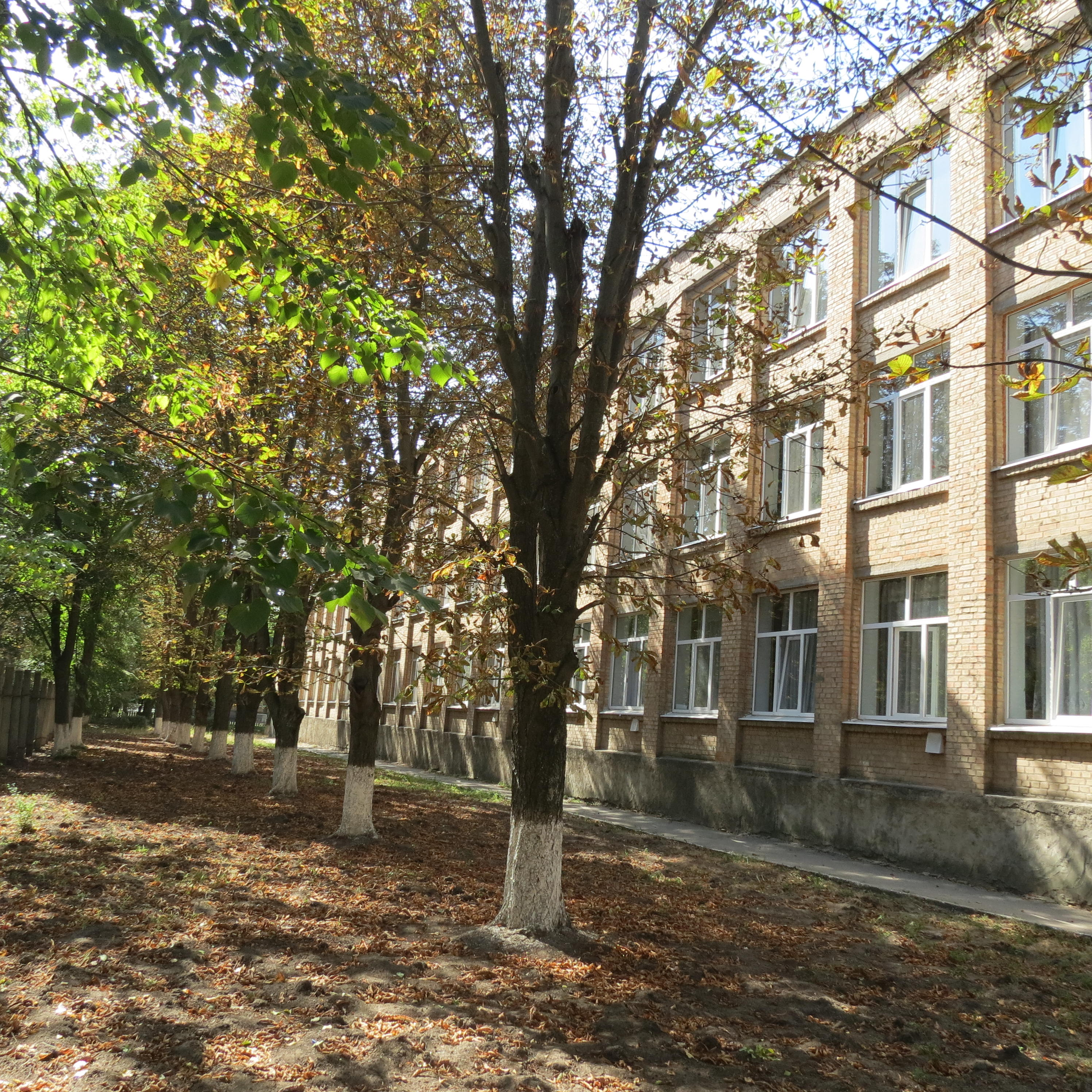
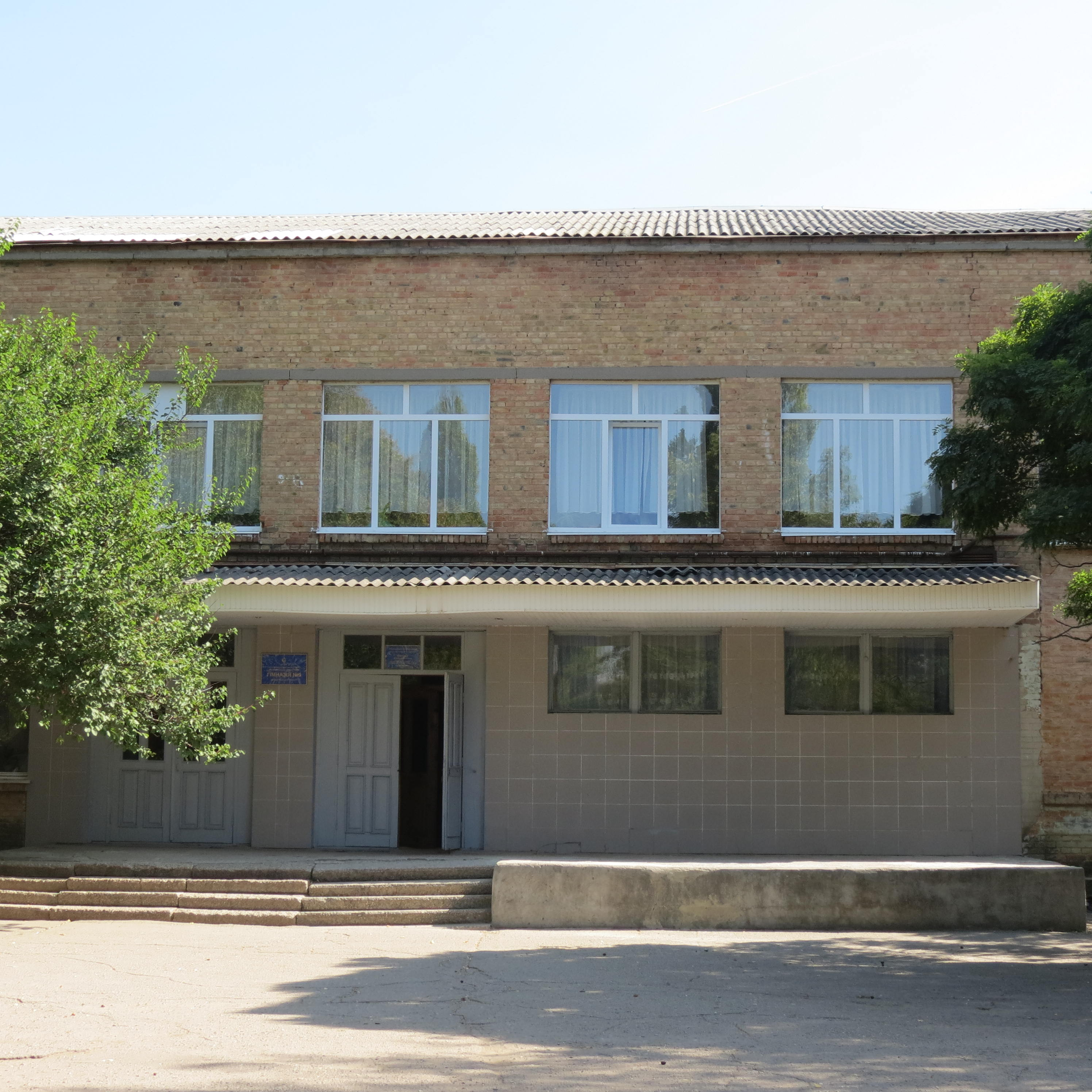